# 대한민국 헌법 제12조
대한민국 헌법 제12조는 신체의 자유, 적법절차의 원칙, 변호인 선임권, 영장제도 등을 규정한 대한민국 헌법의 조항이다. 7항으로 구성되어 있다.

## 본문
① 모든 국민은 신체의 자유를 가진다.
 누구든지 법률에 의하지 아니하고는 체포·구속·압수·수색 또는 심문을 받지 아니하며,
 법률과 적법한 절차에 의하지 아니하고는 처벌·보안처분 또는 강제노역을 받지 아니한다.

② 모든 국민은 고문을 받지 아니하며, 형사상 자기에게 불리한 진술을 강요당하지 아니한다.

③ 체포·구속·압수 또는 수색을 할 때에는 적법한 절차에 따라 검사의 신청에 의하여 법관이 발부한 영장을 제시하여야 한다. 다만, 현행범인인 경우와 장기 3년이상의 형에 해당하는 죄를 범하고 도피 또는 증거인멸의 염려가 있을 때에는 사후에 영장을 청구할 수 있다.

④ 누구든지 체포 또는 구속을 당한 때에는 즉시 변호인의 조력을 받을 권리를 가진다. 다만, 형사피고인이 스스로 변호인을 구할 수 없을 때에는 법률이 정하는 바에 의하여 국가가 변호인을 붙인다.

⑤ 누구든지 체포 또는 구속의 이유와 변호인의 조력을 받을 권리가 있음을 고지받지 아니하고는 체포 또는 구속을 당하지 아니한다. 체포 또는 구속을 당한 자의 가족등 법률이 정하는 자에게는 그 이유와 일시·장소가 지체없이 통지되어야 한다.

⑥ 누구든지 체포 또는 구속을 당한 때에는 적부의 심사를 법원에 청구할 권리를 가진다.

⑦ 피고인의 자백이 고문·폭행·협박·구속의 부당한 장기화 또는 기망 기타의 방법에 의하여 자의로 진술된 것이 아니라고 인정될 때 또는 정식재판에 있어서 피고인의 자백이 그에게 불리한 유일한 증거일 때에는 이를 유죄의 증거로 삼거나 이를 이유로 처벌할 수 없다.

## 내용
- 신체의 자유
- 적법절차의 원칙
- 고문을 받지 않을 권리
- 영장제도
- 변호인의 조력을 받을 권리와 국선변호인 제도
- 미란다 원칙
- 구속적부심 제도
- 자백의 증거능력의 제한

## 주요 판례
- 진술거부권은 형사절차 뿐만 아니라 행정절차나 국회에서의 조사절차에서도 보장된다.[1]

### 적법한 절차
- 적법절차의 원칙은 법률의 위헌여부에 관한 심사기준으로서 그 적용대상을 형사소송절차에 국한하지 않고 모든 국가작용 특히 입법작용 전반에 대하여 문제된 법률의 실체적 내용이 합리성과 정당성을 갖추고 있는지 여부를 판단하는 기준으로 적용된다.[2]
- 헌법 제12조 제1항의 처벌, 보안처분, 강제노역 등 및 제12조 제3항의 영장주의와 관련하여 각각 적법절차의 원칙을 규정하고 있지만 이는 그 대상을 한정적으로 열거하고 있는 것이 아니라 그 적용대상을 예시한 것에 불과하다.[3]
- 헌법이 채택하고 있는 적법절차의 원리는 절차적 차원에서 볼 때에 국민의 기본권을 제한하는 경우에는 반드시 당사자인 국민에게 자기의 입장과 의견을 자유로이 개진할 수 있는 기회를 보장하여야 한다는 것을 그 핵심적인 내용으로 하고, 형사처벌이 아닌 행정상의 불이익처분에도 적용된다.[4]
- 적법절차원칙이란, 국가공권력이 국민에 대하여 불이익한 결정을 하기에 앞서 국민은 자신의 견해를 진술할 기회를 가짐으로써 절차의 진행과 그 결과에 영향을 미칠 수 있어야 한다는 법원리를 말한다. 그런데 이 사건의 경우, 국회의 탄핵소추절차는 국회와 대통령이라는 헌법기관 사이의 문제이고, 국회의 탄핵소추의결에 의하여 사인으로서의 대통령의 기본권이 침해되는 것이 아니라, 국가기관으로서의 대통령의 권한행사가 정지되는 것이다. 따라서 국가기관이 국민과의 관계에서 공권력을 행사함에 있어서 준수해야 할 법원칙으로서 형성된 적법절차의 원칙을 국가기관에 대하여 헌법을 수호하고자 하는 탄핵소추절차에는 직접 적용할 수 없다고 할 것이고, 그외 달리 탄핵소추절차와 관련하여 피소추인에게 의견진술의 기회를 부여할 것을 요청하는 명문의 규정도 없으므로, 국회의 탄핵소추절차가 적법절차원칙에 위배되었다는 주장은 이유 없다[5].
- 국가작용으로서의 모든 입법작용과 행정작용에도 광범위하게 적용되는 독자적인 헌법원리의 하나로. 절차가 형식적 법률로 정하여져야 할 뿐만 아니라 적용되는 법률의 내용에 있어서도 합리성과 정당성을 갖춘 적정한 것이어야 함을 요구하며[6], 모든 국가작용을 지배하는 독자적인 헌법의 기본원리로서 해석되어야 할 원칙[7], 국가기관이 국민과의 관계에서 공권력을 행사함에 있어서 준수해야 할 법원칙으로서 형성된 적법절차의 원칙을 국가기관에 대하여 헌법을 수호하고자 하는 탄핵소추절차에는 직접 적용할 수 없다[8]

### 영장주의의 적용범위
특별검사가 동행명령장을 발부하도록 하고 정당한 사유 없이 이를 거부한 경우 벌금형에 처하도록 함으로써， 실질적으로 참고인의 신체의 자유를 침해하여 지정된 장소에 인치하는 것과 마찬가지의 결과이므로, 영장주의 원칙에 위반된다.

### 헌법 제12조 제1항
- 지방자치법 제15조 단서는 지방자치단체가 법령의 범위 안에서 그 사무에 관하여 조례를 제정하는 경우에 벌칙을 정할 때에는 법률의 위임이 있어야한다고 규정하고 있는데, 불출석 등의 죄, 의회모욕죄, 위증 등의 죄에 관하여 형벌을 규정한 조례안에 관하여 법률에 의한 위임이 없었을 뿐만 아니라, 구 지방자치법(1994.3.16. 법률 제4741호로 개정되기 전의 것) 제20조가 조례에 의하여 3월 이하의 징역 등 형벌을 가할 수 있도록 규정하였으나 개정된지방자치법 제20조는 형벌권을 삭제하여 지방자치단체는 조례로써 조례 위반에 대하여 1,000만 원 이하의 과태료만을 부과할 수 있도록 규정하고 있으므로, 조례 위반에 형벌을 가할 수 있도록 규정한 조례안 규정들은 현행 지방자치법 제20조에 위반되고, 적법한 법률의 위임 없이 제정된 것이 되어 지방자치법 제15조 단서에 위반되고, 나아가 죄형법정주의를 선언한 헌법 제12조 제1항에도 위반된다.[10]

### 헌법 제12조 제3항
- 수사단계에서 영장발부 신 정할 수 있는 자를 검사로 한정한 것 ② 공판단계에서의 영장발부에 관한 헌법적 근거는 헌법 제12조 제1항이다[11]

- "조력을 받을 피구속자의 기본권’'과 표리의 관계에 있기 때문에 변호인의 조력할 권리 역시 헌법상의 기본권으로서 보호되어야 한다[12]

- 헌법 제12조 제3항은 범죄수사를 위하여 구속 등의 강제처분을 함에 있어서는 법관이 발부한 영장이 필요하다는 것과 수사기관중 검사만 법관에게 영장을 신청할 수 있다는 데에 그 의의가 있고, 형사재판을 주재하는 법원이 피고인에 대하여 구속영장을 발부하는 경우에도 검사의 신청이 있어야 한다는 것이 그 규정의 취지가 아니다[13]

- 지방의회에서의 사무감사·조사를 위한 증인의 동행명령장제도도 증인의 신체의 자유를 억압하여 일정 장소로 인치하는 것으로서 헌법 제12조 제3항의 "체포 또는 구속“에 준하는 사태로 보아야 하고, 거기에 현행범 체포와 같이 사후에 영장을 발부받지 아니하면 목적을 달성할 수 없는 긴박성이 있다고 인정할 수는 없으므로, 헌법 제12조 제3항에 의하여 법관이 발부한 영장의제시가 있어야 함에도 불구하고 동행명령장을 법관이 아닌 지방의회 의장이 발부하고 이에 기하여 증인의 신체의 자유를 침해하여 증인을 일정 장소에 인치하도록 규정된 조례안은 영장주의원칙을 규정한 헌법 제12조 제3항에 위반된 것이다.[14]

### 헌법 제12조 제4항
- 체포구속을 당한 사람의 변호인에 대한 자유로운 접견은 변호인의 조력을 받을 권리의 가장 중요한 내용이며 국가 안전보장, 질서유지, 공공복리 등 어떠한 명분으로도 제한될 수 있는 성질의 것이 아니다[15]
- 변호인의 조력을 받을 권리를 실질적으로 보장하기 위하여는 변호인과의 접견교통권의 인정이 당연한 전제가 되므로, 임의동행의 형식으로 수사기관에 연행된 피의자에게도 변호인 또는 변호인이 되려는 자와의 접견교통권은 당연히 인정된다고 보아야 하고, 임의동행의 형식으로 연행된 피내사자의 경우에도 이는 마찬가지이다[16]

### 미결수용자가 가족과 접견하는 것
헌법 제10조가 보장하고 있는 인간으로서의 존엄과 가치 및 행복 주구권 가운데 포함되는 헌법상의 기본권이며 미결수용자의 가족이 미결수용자와 접견하는 것헌법 제10조가 보장하고 있는 인간으로서의 존엄과 가치 및 행복추구권 가운데 포함되는 헌법상의 기본권이다 변호인 자신의 피의자피고인과의 접견교통권은 헌법상의 권리라고는 말할 수 없고 단지 형사소송법 제34조에 의하여 비로소 보장되는 권리임에 그친다

### 국선변호인의 조력을 받을 권리
피고인에게만 인정되며 형사피의자에 대한 국선변호는 법률상의 권리이다.
- 구속된 자의 변호인과의 접견이 배우자와의 접견과 동시에 이루어진 경우, 관계공무원을 그 접견에 참여시켜 대화내용을 듣거나 기록하게 하는 것은 구속된 자의 변호인의 조력을 받을 권리를 침해한다.[20]

- 검찰수사관이 피의자신문에 참여한 변호인에게 피의자 후방에 앉으라고 요구한 행위는 피의자가 가지는 변호인의 조력을 받을 권리를 실현하는 수단인 변호인의 변호권을 침해한다.[21]

- 구속적부심 사건에서 피의자의 변호인에게 고소장과 피의자신문조서에 대한 열람 및 등사를 거부한 경찰서장의 정보비공개결정은 변호인의 피구속자를 조력할 권리 및 알권리를 침해하여 헌법에 위반된다.[22]

- 헌재 2019. 2. 28. 2015헌마1204; 변호인이 되려는 자의 피의자에 대한 접견신청을 허용하기 위한 조치를 취하지 않은 검사의 행위는 헌법상 기본권인 변호인이 되려는 자의 피의자 접견교통권을 침해한다.[23]

- 변호인의 조력을 받을 권리는 행정절차에서의 구속에도 인정되므로, 난민인정심사 불회부결정을 받은 채 송환대기실에 강제로 수용되어 있는 외국인에게도 변호인의 조력을 받을 권리가 인정된다.[24]

### 체포 • 구속적부심사청구권
- 본질적으로 제도적 보장의 성격이 강한 절차적 기 본권에 관하여는 상대적으로 광범위한 입법형성권이 인정되기 때문에, 관련 법률에 대한 위헌성심사를 함에 있어서는 자의금지원칙이 적용된다[25] 심사청구의 주체로 전격기소된 형사피고인에게도 인정된다[26]
- 긴급체포 등 체포영장에 의하지 아니하고 체포된 경우에도 헌법과 형사소송법 제214조의2 제1항 규정에 따라 체포적부심사를 청구할 권리를 가진다[27]

## 같이 보기

### 제2항 고문금지 및 진술거부권 보장 조문
- 대한민국 형사소송법 제244조의3 진술거부권 등의 고지
- 대한민국 형사소송법 제283조의2 피고인의 진술거부권

### 제3항 사전영장주의원칙 및 사전영장주의의 예외 조문
- 대한민국 형사소송법 제200조의2
- 대한민국 형사소송법 제201조
- 대한민국 형사소송법 제216조
- 대한민국 형사소송법 제217조
- 대한민국 형사소송법 제218조

### 제4항 변호인의 조력을 받을 권리 및 국선변호인제도 조문
- 대한민국 형사소송법 제30조
- 대한민국 형사소송법 제33조

### 제5항 미란다원칙 및 법률이 정한 자에 대한 통지의무 조문
- 대한민국 형사소송법 제72조
- 대한민국 형사소송법 제87조

### 제6항 체포 구속 적부심제도 조문
- 대한민국 형사소송법 제214조의2

### 제7항 자백배제법칙 및 유일한 자백의 증명력 제한 조문
- 대한민국 형사소송법 제309조
- 대한민국 형사소송법 제310조

### 기타
- 대한민국 헌법 제2장
- 대한민국 헌법 제13조 형벌법규불소급의 원칙 및 이중처벌금지원칙, 연좌제금지
- 구속영장
- 국선변호인
- 형사소송법
- 인신보호법
- 범죄피해자보호법
- 갱생보호법

## 참고문헌
- 이종훈. (2023). 헌법 제12조 제2항의 고문 개념과 금지의 내용. 법학연구, 64(4), 25-53.
- 허완중. (2022). 헌법 제12조 제1항 후문 후단과 같은 조 제3항 본문의 ‘적법한 절차’의 의미. 헌법학연구, 28(3), 145-189.
- 이세주. (2020). 변호인의 조력을 받을 권리의 실질적 보장의 실현 - 헌법 제12조 제4항 본문의 변호인의 조력을 받을 권리를 중심으로 -. 공법학연구, 21(2), 65-108.
- 정해성. (2017). 헌법 제12조의 적법절차조항과 형사법. 법학논총, 24(1), 25-89.
- 문성도. (2005). 영장주의의 비교법적 고찰 - 한국 헌법 제12조 제3항과 미연방헌법 수정 제4조의규범적 특징을 중심으로 -. 형사법연구,(24), 163-186.
- 김도형. (1993, 10). 헌법⇒理論演習과 問題演習 憲法 제12조 3항 違反主張에 대한 論評. 고시월보, 17(10), 130-135.
- 김상철. (1988, 10). 헌법 제12조의 상법절차. 고시계, 33(11), 37-58.